# إدوارد دوق كينت وستراثرن
الأمير إدوارد دوق كنت وستراثرن (بالإنجليزية: Prince Edward, Duke of Kent and Strathearn) (الاسم الحقيقي:إدوارد أوغسطس 2 نوفمبر 1767 - 23 يناير 1820) كان الابن الرابع والطفل الخامس للملك جورج الثالث ملك المملكة المتحدة والد الملكة فيكتوريا.
مُنح الأمير إدوارد لقب دوق كينت وستراثرن وإيرل دبلن بتاريخ 23 أبريل 1799، وعُيّن بعد بضعة أسابيع جنرالًا وقائدًا عامًا للقوات البريطانية في مقاطعات أمريكا الشمالية البحرية. في 23 مارس 1802، عُيّن حاكمًا لجبل طارق وبقي في هذا المنصب اسميًا حتى توفي. في 3سبتمبر 1805، عُيّن مشيرًا ميدانيًا للقوات المسلحة.
إدوارد هو أول فرد من العائلة المالكة عاش في أمريكا الشمالية لفترة تجاوزت زيارة قصيرة (1791-1800)، وهو أول أمير يدخل الولايات المتحدة في عام 1794 (سافر إلى بوسطن سيرًا على الأقدام من كندا السفلى) بعد الاستقلال. يُنسب إليه أول استخدام لمصطلح الكندي، في 27 يونيو 1792، إشارة منه إلى المستوطنين الفرنسيين والإنجليز في كندا العليا والسفلى. استخدم الأمير المصطلح في سعيه للحد من أعمال الشغب بين الفئتين في مركز اقتراع تشارلسبورغ، كندا السفلى. في القرن الواحد والعشرين، لُقّب بـ«أب التاج الكندي» لأثره ومساهمته في تطور كندا.

## نشأته
ولد الأمير إدوارد في 2 نوفمبر 1767. والده الحاكم جورج الثالث، ملك بريطانيا ووالدته شارلوت من مكلنبورغ- ستريليتس.
بصفته ابن الحاكم البريطاني، لُقّب بصاحب السمو الملكي الأمير إدوارد منذ ولادته، وهو الفرد الرابع في خط الخلافة على العرش. سُمّي على اسم عمه، دوق يورك وألباني، الذي توفي قبل ولادته بعدة أسابيع ودُفن في دير وستمنستر في اليوم السابق لولادة إدوارد.
في 30 نوفمبر1767، عُمّد الأمير إدوارد، وجرى تعيين عرابين له وهم الأمير الوراثي لبرونزويك-لونيبورغ (عمه بالزواج، مُمثلًا بإيرل هيرتفورد، اللورد تشامبرلين)، والدوق تشارلز من مكلنبورغ-ستريليتز (خاله، مُمثلًا بإيرل هنتنغدون)، والأميرة الوراثية لبرونزويك ولفنبوتل (عمته، ممُثلة بمندوب عنها) وماري أميرة هيس كاسل (أخت جده لأبيه، ممثلة بدوقة أرغيل، مسؤولة حجرة الملكة).

## مسيرته العسكرية

### الجيش
في عام 1785، بدأ الأمير تدريبه العسكري في مملكة هانوفر. اعتزم الملك جورج الثالث إرساله إلى جامعة غوتنغن، ولكنه تراجع عن قراره بناءً على نصيحة دوق يورك. عوضُا عن ذلك، ذهب إدوارد إلى لونيبورغ ولاحقًا هانوفر، برفقة معلمه الألماني البارون وانغنهايم. في 30 مايو 1786، عُيّن إدوارد عقيدًا في الجيش البريطاني. أكمل تعليمه في جنيف خلال الفترة من 1788 إلى 1789. في 5 أغسطس 1789، عندما كان يبلغ من العمر 22 عامًا، أصبح ماسونيًا في إل يونيون، أهم محفل ماسوني في جنيف خلال القرن التاسع عشر.
في عام 1789، عُيّن عقيدًا في الفوج السابع للمشاة (القوات الملكية). في عام 1790، عاد إلى المنزل دون طلب إجازة، وعقابًا له، أُرسل إلى جبل طارق برتبة ضابط عادي. انضمت إليه من مرسيليا السيدة دي سان لوران.

#### كيبك
في عام 1791، طالب إدوارد بنقله إلى كندا، وتحديدًا كيبيك، نظرًا لارتفاع درجة حرارة منطقة البحر الأبيض المتوسط. وصل إدوارد إلى كندا في الوقت المناسب حيث شهد إعلان القانون الدستوري لعام 1791، وهو أول عضو في العائلة المالكة يذهب بجولة في كندا العليا وكان عنصرًا أساسيًا في مجتمع أمريكا الشمالية البريطاني. أصبح إدوارد وعشيقته، جولي سانت لوران، صديقين مقربين لعائلة إغناس ميشيل لويس أنطوان دي إيرومبيري دي سالابيري الفرنسية الكندية، إذ عمل الأمير على توجيه جميع أبناء العائلة طيلة مسيرتهم العسكرية. وجّه إدوارد شارل دي سالابيري طوال مسيرته المهنية، وحرص على تكريم القائد المعروف على النحو الأمثل بعد قيادته خلال معركة شاتيوغواي.
في أكتوبر 1793، حصل الأمير على ترقية إلى رتبة لواء. في العام التالي، خدم بنجاح في حملة جزر الهند الغربية، وكان قائدًا للمعسكر البريطاني في لا كوست خلال معركة مارتينيك، ووصفه الجنرال تشارلز غراي في رسائله بانه ذو «روح ونشاط عظيمين». تلقى بعد ذلك شكرًا من البرلمان.

#### نوفا سكوشا
بعد عام 1794، استوطن الأمير إدوارد في مقر محطة أمريكا الشمالية التابعة للبحرية الملكية الواقعة في هاليفاكس، نوفا سكوشا. مارس دورًا فعالًا في تشكيل الدفاعات العسكرية لتلك المستوطنة، وحماية قاعدتها البحرية الملكية، فضلًا عن التأثير الي مارسه على المؤسسات الاجتماعية والسياسية والاقتصادية للمدينة والمستعمرة. كان مسؤولًا عن إنشاء ساعة حامية هاليفاكس الشهيرة، إلى جانب العديد من المشاريع المدنية الأخرى ككنيسة سانت جورج المستديرة. وضع نائب الحاكم السير جون وينتورث والسيدة فرانسيس وينتورث مقر إقامتهما الريفي تحت تصرف الأمير إدوارد وجولي سانت لوران. أُجري العديد من الإصلاحات الشاملة لتجديد العقار، وأصبح يُعرف باسم «محفل الأمير» حيث استضاف الزوجان العديد من الشخصيات البارزة، بما في ذلك لويس فيليب الأول (ملك فرنسا لاحقًا). لم يتبقَ من البناء سوى قاعة مستديرة صغير بناها إدوارد لتلعب فرقة كتيبته الموسيقى.
سُمح له بالعودة إلى إنجلترا بعد سقوطه عن حصانه في أواخر عام 1798. في 24 أبريل 1799، أصبح الأمير إدوارد دوقًا لكينت وستراثرن وإيرلًا لدبلن، وتلقى شكرًا من البرلمان ودخلًا قدره 12000 جنيه إسترليني (ما يعادل 1.25 مليون جنيه إسترليني في عام 2021). في مايو من العام ذاته، حصل الدوق على ترقية إلى رتبة جنرال وعُين قائدًا عامًا للقوات البريطانية في أمريكا الشمالية. في 22 يوليو 1799، أخذ إجازة وأبحر إلى هاليفاكس. غادر هاليفاكس بعد مدة تجاوزت 12 شهرًا ووصل إلى إنجلترا في 31 أغسطس 1800 حيث كان من المتوقع أن يُعيّن اللورد ملازم أيرلندا.

#### جبل طارق
عينت وزارة الحرب الأمير حاكمًا لجبل طارق، ونُشر ذلك في الجريدة الرسمية بتاريخ 23 مارس 1802، وتولى الدوق منصبه في 24 مايو 1802 مع أوامر صريحة من الحكومة باستعادة الانضباط بين قوات دونكيرك. أدى نظام الدوق الحازم إلى تمرد الجنود في فوجه والفوج الخامس والعشرين عشية عيد الميلاد عام 1802. في مايو 1803، استدعاه شقيقه فريدريك، دوق يورك، القائد العام للقوات آنذاك، بعد تلقيه تقارير عن التمرد، ولكن الامير رفض العودة إلى إنجلترا حتى وصل خليفته على الرغم من تلقيه أوامر فورية بذلك. رُفض السماح له بالعودة إلى جبل طارق لإجراء تحقيق، ومُنع من العودة رغم السماح له بالاستمرار في حمل لقب حاكم جبل طارق حتى وفاته.
في مواساة له جراء إنهاء مسيرته العسكرية النشطة في سن 35، حصل على ترقية إلى رتبة مارشال ميداني وعُيّن حارسًا لهامبتون كورت بارك في 5 سبتمبر 1805. حصل بفضل هذا المنصب على مسكن يُعرف حاليًا باسم بافيليون. (عُيّن شقيقه البحار، ويليام، حارسًا لبوشي بارك في عام 1797). واصل الدوق عمله في منصب عقيد فخري للفوج الأول للمشاة (القوات الأسكتلندية الملكية) حتى وفاته.

## عن حياته
ولد الأمير إدوارد على 2 نوفمبر 1767، في لندن في إنجلترا وكان الابن الرابع والطفل الخامس للملك جورج الثالث ملك المملكة المتحدة والد الملكة فيكتوريا.

## وفاته
توفي الأمير إدوارد في 23 يناير 1820 في سيدموث في إنجلترا عن عمر يناهز 52 سنة.